# Ehemalige Großherzogliche Centralstelle für die Gewerbe
Die ehemalige Großherzogliche Centralstelle für die Gewerbe ist ein Bauwerk in Darmstadt.

## Architektur und Geschichte
Die ehemalige Großherzogliche Centralstelle für die Gewerbe wurde nach Plänen von Oberbaurat Viktor von Weltzien in den Jahren 1893 bis 1895 erbaut.
Das dreigeschossige Neurenaissance-Dienstgebäude verfügt über neun Achsen.
Die rustifizierte Fassade ziert ein die Mitte bestimmenden Schmuckpilaster mit abschließendem Giebeldreieck. Sie besitzt reiches Steinmetzdekor, besonders bei den Pilastern und im Schmuckgiebelfeld des Mittelrisalits. Die Giebelgruppe stammt von dem Bildhauer Friedrich Christoph Hausmann.
Der Sockel wurde aus Londorfer Basaltlava und Gundelsheimer Sandstein erbaut. Die oberen Geschosse sind mit Sandstein verkleidet. Die Giebelgruppe und diverse Architekturteile bestehen aus Pfalzburger Sandstein. Beim Portal sind Säulen und Pilaster aus Bergsträßer Granit gefertigt; die Sockel bestehen aus Syenit.
Die Freitreppe und die Haupttreppen im Innern bestehen ebenfalls aus Granit.
Die Säulen im Inneren bestehen aus Nassauer Marmor mit Galvanobronce-Kapitellen und -Basen. Die Sockel der Wandbekleidung, die Gesimsteile sowie die Postamente im Inneren wurden aus Belgischem Granit gefertigt. Den oberen Abschluss des Bauwerks bildet ein flachgeneigtes Walmdach.
Bei einem Luftangriff im Jahre 1944 wurde das Bauwerk beschädigt. In der Nachkriegszeit wurde das Gebäude originalgetreu wiederaufgebaut.

## Denkmalschutz
Das Bauwerk vermittelt einen Eindruck über die Materialvielfalt und den Stand der Handwerkskunst im damaligen Großherzogtum Hessen. Aus architektonischen und stadtgeschichtlichen Gründen ist die ehemalige Großherzogliche Centralstelle für die Gewerbe ein Kulturdenkmal.